# Фредерікс Володимир Борисович
Фредерікс Володимир Борисович (16 (28) листопада 1838 — 5 липня 1927) — російський державний діяч, останній в історії Міністр Імператорського Двору Російської імперії (1897—1917 рр.). Канцлер російських Імператорських і Царських орденів; генерал від кавалерії, генерал-ад'ютант; граф (до 1913 р. — барон). У Державній раді з 6 травня 1897 р.